# Constantin Reindl

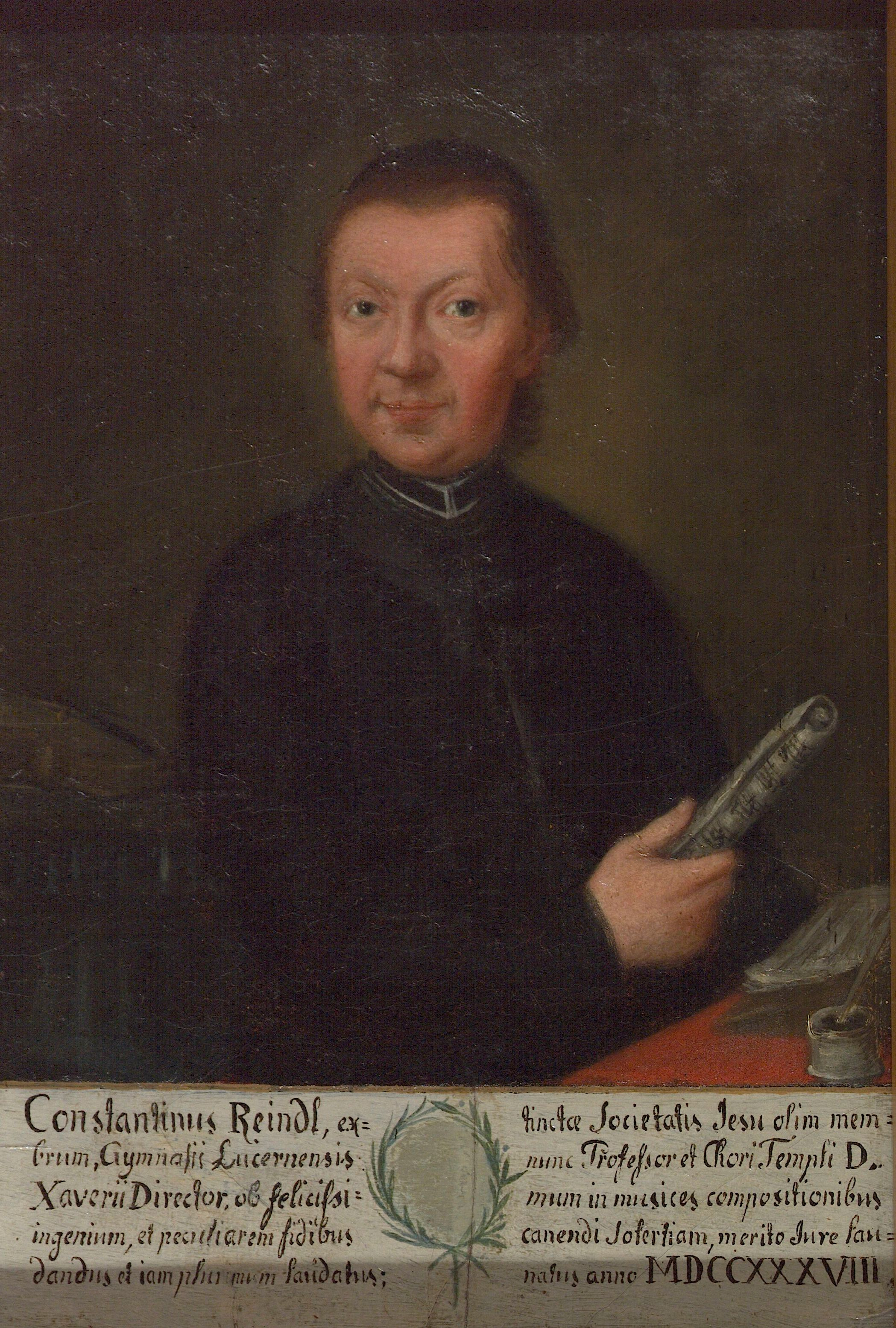
Porträt von Constantin Reindl

Constantin Reindl SJ (* 29. Juni 1738 in Jettenhofen; † 25. März 1799 in Luzern) war ein Schweizer Komponist und Theologe deutscher Herkunft. Der Musikhistoriker Wilhelm Jerger beschrieb Constantin Reindl als «unbekannten Zeitgenossen Wolfgang Amadeus Mozarts».

## Leben und Werk
Constantin Reindl studierte Philosophie und Theologie an den Universitäten Ingolstadt und Freiburg im Breisgau. 1769 wurde er zum Priester geweiht.
Er wirkte 1770 als Professor am Freiburger Jesuitenkolleg sowie ab 1771 als Professor und Musikpräfekt am Jesuitenkolleg in Luzern. Als Musikdirektor sorgte er mit seinen Opern und Singspielen für über 25 Jahre für ein reges Musikleben in Luzern.

## Werke von Constantin Reindl (Auswahl)
- Die Sempacherschlacht (Oper, 1779)
- Der Dorfschulmeister (Oper, 1784)
- Das Donnerwetter oder der Bettelstudent (Oper, 1787)
- Der Dorfhirt (Oper, 1789)
- Arlequino in verschiedenen Ständen (Oper, 1790)
- Der betrogene Dieb (Oper, 1791)
- Der eingebildete Kranke (Oper, 1792)
- Lebet wohl (Oper, 1795)
- Das neugierige Frauenzimmer (Oper, 1796)
- Symphonie concertante (1794)
- Divertimento (Orchesterwerk)
- Missa solemnis für Chor, Streicher, Bläser und Orgel (um 1785)
- Missa S. Antonio
- Deum de Deo für Chor und Orchester
- 6 Arien für Tenor und Instrumente

Eine Reihe von Opern und Instrumentalwerken Constantin Reindls gilt als verschollen.